# Sezer Özmen
Sezer Özmen (sinh 7 tháng 7 năm 1992) là một cầu thủ bóng đá Thổ Nhĩ Kỳ thi đấu ở vị trí hậu vệ cho Adana Demirspor.

## Sự nghiệp
Özmen rời khỏi FC Metz vào mùa đông năm 2015.